# 岡山県立倉敷古城池高等学校
岡山県立倉敷古城池高等学校（おかやまけんりつ くらしきこじょういけこうとうがっこう）は、岡山県倉敷市にある県立高等学校。
所在地は岡山県倉敷市福田町古新田116番地1。全日制・普通科・（単位制）3学期制である。

## 概要
- 倉敷市内の生徒増加に伴い1980年に設立された水島地区唯一の高等学校である。
- 平成10年度入学者まで倉敷四校内で実施されていた総合選抜が廃止になった事を受け、他の三校との差別化を図るために平成11年度入学者より県内で初めて単位制と65分授業を導入。だが、大学入試の変化により、多くの科目を履修する必要性が高まり、平成19年度より単位制を残したまま、65分授業を廃止し、45分授業に移行した。
- 総合選抜廃止に伴い自由に高校選択が可能になり、近隣在住の生徒が遠方の高校への通学を強いられることがなくなった。
- 門を入ると、高校の象徴で藤の花をくぐることができる。

## 特色
- 学科　全日制普通科（単位制）3学期制
- 校内には県下でも良質のトレーニングルームがある。
- 高校のマスコットキャラクターは「トーカちゃん」
- ひとつのクラスをL・Rに分け、二人担任制を実施。
- 毎年9月に行われる藤花祭では、文化の部、体育の部、パネル＆デモンストレーションで大いに盛り上がる。
- 2008年、教諭が「相加相乗平均不等式」の新証明法で論文投稿し、掲載された[1]。新聞にも掲載された。

## 進路指導・進路実績
進路指導
- 進学重視型単位制
- 夏季補習、特別授業、8限、朝学、土曜講座、サマーセミナー、岡大特講、チューターなど。
- 習熟度別授業、少人数授業、速習授業を実施している。速修科目は理科3科目必要な国公立大学医学部を目指す人にも対応している。
- 小論文・面接・AO対策も充実している。

進路実績
- ほとんどの生徒が国公立大学現役合格を目指している。総合選抜時代は東京大学や京都大学、大阪大学、その他旧帝大にも多数合格者を出していたが、現在は岡山大学を始めとする、標準国公立大学合格者が学年の3分の1を占めている。京都大学、大阪大学、名古屋大学、九州大学など旧帝大、国公立大医学部、歯学部、薬学部などの難関医療系、神戸大学、広島大学などの難関大学、早慶上智MARCH、関関同立など難関私大に合格する生徒も若干名ではあるがいる。

## 沿革
- 1980年（昭和55年）1月　条例改正により岡山県立倉敷古城池高等学校設置
- 1980年（昭和55年）4月　開校、5月12日を開校記念日とする。
- 1999年（平成11年）4月　総合選抜廃止、単位制に移行。
- 1999年（平成11年）5月　トレーニングルーム建設工事着工。
- 1999年（平成11年）10月　トレーニングルーム完成。
- 2003年（平成15年）3月　普通教室全30室にエアコン設置。
- 2005年（平成17年）2月　東屋（生徒交流館）完成。
- 2007年（平成19年）2月　グラウンド照明設備設置。

## 著名な出身者
- 岡野暁(アナウンサー)
- 尾﨑勝也(政治家)
- 亀川千代(ゆらゆら帝国)
- 狩山幹生(将棋)
- 白神允(俳優)
- ゾルゲ市蔵(漫画家・ゲームクリエイター)
- 忠政啓文(競歩選手)
- 中塚翠涛(書道家)
- 安田ユーシ(お笑い芸人)
- miyake(mihimaru GT)
- 樅野太紀(構成作家)
- 桂小鯛(落語家)
- 倉田あみ(元宝塚歌劇団)
- 英かおと(宝塚歌劇団)

## アクセス
- 倉敷駅・倉敷市駅より路線バス
  - 両備バス吉岡線31号系統古城池経由倉敷芸大行き・32号系統霞橋行き・33号系統水協行きのいずれかに乗車｢二福小・古城池高前｣下車、徒歩3分。
  - 下電バス古城池線55号系統児島駅行きに乗車｢二福小・古城池高校前｣下車、徒歩5分。